# Bird Islands
Bird Islands är öar i Kanada.   De ligger i territoriet Nunavut, i den östra delen av landet, 2 400 km norr om huvudstaden Ottawa.